# Horná Strehová
Horná Strehová es un municipio del distrito de Veľký Krtíš en la región de Banská Bystrica, Eslovaquia, con una población estimada a final del año 2024 de 144 habitantes.
Se encuentra ubicado al suroeste de la región, en la cuenca hidrográfica del río Ipoly —un afluente izquierdo del Danubio— y cerca de la frontera con la región de Nitra y con Hungría.

## Demografía
| Año        | 1994 | 2004    | 2014     | 2024     |
| ---------- | ---- | ------- | -------- | -------- |
| Población  | 181  | 195     | 172      | 144      |
| Diferencia |      | +7,73 % | −11,79 % | −16,27 % |

| Año        | 2023 | 2024 |
| ---------- | ---- | ---- |
| Población  | 144  | 144  |
| Diferencia |      | +0 % |